# Om judarna och deras lögner
Von den Jüden und iren Lügen (modern stavning: Von den Juden und ihren Lügen, översatt till svenska: Om judarna och deras lögner) är en skrift författad 1543 av Martin Luther.
Boken som gavs ut i Wittenberg är ursprungligen skriven på tyska och får betraktas som antijudaistisk och starkt generaliserade. Den har en uttalat negativ syn på judar och deras religion. Boken inleds med att Luther manar de kristna att "vara på sin vakt" mot judar och att judar "försöker förstöra fundamentet för vår tro" och är "omöjliga" att konvertera till kristendom. Luther hävdar att judar "skryter" om sin "härstamning" från Abraham, Jakob och "de tolv patriarkerna" och anser att icke-judar "inte är mänskliga". Luther hävdar att judar från barndomen uppfylls av ett "giftigt hat mot gojerna" från sina föräldrar och rabbiner. Luther menar att Talmud ger judar tillåtelse att mörda, bedra och stjäla från icke-judar. Boken kritiserar judarnas tro för att vara felaktig, och kallar judarna för ett horande gudlöst folk. Därefter fortsätter författaren att argumentera för något som bär starka drag av pogrom, nämligen att judar skall fördrivas eller skickas till tvångsarbete och deras synagogor och skolor ska brännas.
Boken fick stor spridning och kom att påverka många under de århundraden som följde. Under senare år har även lutherska kyrkor distanserat sig från skriften eller tagit avstånd från den. Skriften är dock inte ensam från tiden att uttrycka antisemitiska eller antijudaistiska åsikter. Inte heller är det den enda Luther skrivit som har sådant innehåll.
Boken har cirka 65 000 ord (på svenska: cirka 30 sidor).

## Utgåvor
- Luther, Martin (1934). Om judarna och deras lögner (29 s). Göteborg: Ernst V. Hansson. Libris 1348537
- Martin Luther / Edited by Paul Halsall / translated by Martin H. Bertram (21 februari 2001). ”Medieval Sourcebook: Martin Luther (1483-1546): On the Jews and Their Lies, 1543” (på engelska). Fordham University - Internet Medieval Sourcebook. https://www.jrbooksonline.com/pdf_books/jewsandtheirlies.pdf. Läst 12 juli 2024.
- ”Martin Luther, Von den Juden und ihren Lügen, Wittenberg 1543 (Bayerische Staatsbibliothek, 4 Polem. 1874)” (på tyska). Lufft (Verlag) / Bavarikon - Bayerns digitale Schatzkammer - Kunst, Kultur und Wissensschätze aus bayerischen Museen, Archiven und Bibliotheken. 1874 / digitaliserad 2016. https://www.bavarikon.de/object/bav:BSB-CMS-0000000000001263. Läst 12 juli 2024.